# José Manuel Quiroga Sarmiento
José Manuel Eufrasio de Quiroga Sarmiento (San Juan, 1 de junio de 1777 - San Juan, 25 de enero de 1852) fue un sacerdote católico argentino, que ejerció como obispo de San Juan de Cuyo entre 1837 y 1852, y también fue gobernador de esa provincia entre septiembre y octubre de 1841.

## Biografía
Hijo de José Ignacio Quiroga Sarmiento y de Juana Isabel Funes, se ordenó sacerdote en su ciudad natal en el año 1801, ocupando cargos menores en la Iglesia Matriz de la ciudad hasta 1815, año en que fue designado Cura Rector de la misma. En tal carácter colaboró con el general San Martín en la preparación del Ejército de los Andes y dedicó grandes esfuerzos a la restauración del templo a su cargo; en 1824 levantó una segunda torre.
Tuvo una activa participación política, en particular en las revueltas que llevaron a la autonomía de la provincia de San Juan y a la firma del Tratado de las Lagunas de Guanacache. Si bien no tuvo ninguna actuación durante la revolución "de los clérigos" de 1825, volvió a participar en actividades políticas en 1827, integrando una junta de vecinos que nombró gobernador a Manuel Quiroga Carril, aliado del caudillo federal Facundo Quiroga, pariente de ambos. Se mantuvo al margen de la guerra civil de 1929-1931. Colaboró con Fray Justo Santa María de Oro cuando este fue nombrado obispo de San Juan de Cuyo, y en 1935 este lo nombró deán de la Catedral.
Cuando estaba por morir, el obispo Oro pidió al gobernador Nazario Benavídez que lo propusiera para ser su sucesor, cosa que este efectivamente hizo. A pedido del gobierno provincial, el papa Gregorio XVI lo nombró obispo de San Juan de Cuyo el 19 de mayo de 1837. Pero el gobernador de la provincia de Buenos Aires, a quien las demás provincias habían encargado el manejo de las relaciones exteriores de su país, juzgó que la nominación de los candidatos a obispos era potestad suya ya que el patronato de Indias era una atribución ligada a las relaciones exteriores. Por ello —a pesar de que Benavídez era su aliado, e incluso había llegado al gobierno por influencia suya— Rosas retuvo la bula que nombraba obispo a Quiroga Sarmiento, de modo que este debió continuar ejerciendo como deán de la catedral.
Al estallar una nueva serie de guerras civiles, finalmente Rosas ordenó liberar la bula con el nombramiento de Quiroga Carril, aunque autorizó a las provincias de Mendoza y San Luis a decidir por sí mismas si someterse a la autoridad de la nueva diócesis o no. Quiroga Sarmiento se apresuró a cruzar a Santiago de Chile, donde fue ordenado obispo por monseñor Manuel Vicuña Larraín, obispo titular de esa ciudad, el 29 de marzo de 1840. De regreso a su sede episcopal se dedicó a la reorganización de la misma, donde restableció la Casa de misericordia de San Juan de Dios. En 1839 presidió la comisión protectora de la educación.
Durante la compleja guerra civil desatada por la Coalición del Norte contra la política de Rosas, la ciudad de San Juan fue invadida en dos oportunidades por fuerzas unitarias, al mando respectivamente de Mariano Acha y Gregorio Aráoz de Lamadrid, mientras el gobernador Benavídez estaba en campaña contra las fuerzas unitarias. El segundo hizo nombrar gobernador a un comerciante incapaz e intolerante llamado Anacleto Burgoa, al que dejó al mando para retirar su ejército hacia Mendoza, perseguido por Benavídez. Una revuelta de oficiales federales les permitió expulsar del gobierno a Burgoa, que se refugió en la casa del obispo; cuando los federales amenazaron con sacarlo a la fuerza de allí, Quiroga Sarmiento anunció que excomulgaría al que se atreviera a pisar su casa, con lo que salvó la vida del depuesto gobernador. Pero Benavídez estaba en campaña, y ningún oficial federal quería ocupar el gobierno, que le fue ofrecido al obispo Quiroga Sarmiento. Comprendiendo la situación, el obispo aceptó ocupar el sillón de gobernador en calidad de interino el 15 de septiembre de 1841, nombrando ministro al cura José Manuel Astorga, uno de los rebeldes de 1825. Aunque Benavídez envió al coronel José María Oyuela como su representante en el gobierno, este prefirió dejar que el obispo siguiera como gobernador hasta el regreso del caudillo, a quien entregó el mando el 8 de octubre.
Invitó a los jesuitas a su diócesis y los puso al frente de un colegio secundario, aunque posteriormente debió prohibirles permanecer en ella, por presión de Rosas, que los había expulsado algún tiempo antes. Creó algunas parroquias, entre ellas la de Desamparados; sólo en los últimos años de su vida logró someter a su autoridad a las parroquias de Mendoza, negociando sus actos con el gobernador José Félix Aldao, un ex fraile.
Falleció en San Juan en enero de 1852.